# Liste der Ameisenarten Österreichs
Die Liste der Ameisen Österreichs enthält die in Österreich vorkommenden Ameisenarten. Es werden alle 146 Arten aufgelistet, von denen das österreichische Umweltbundesamt den RL-Status in der Roten Liste gefährdeter Tierarten angibt.
In Österreich wurde im Jahr 2024 der Gefährdungsstatus der Ameisen zuletzt evaluiert. Bei der IUCN und in der Roten Liste Österreichs gibt es folgende Gefährdungsstatus:
| Status | IUCN                                                  | Rote Liste Österreich |
| ------ | ----------------------------------------------------- | --- |
|        | ausgestorben (engl. extinct)                          | Ein Taxon gilt als ausgestorben, wenn kein begründeter Zweifel besteht, dass das letzte Individuum tot ist. Ein Taxon gilt aus ausgestorben, wenn erschöpfende Erhebungen im bekannten oder vermuteten Lebensraum, zu geeigneten Tages- und Jahreszeiten über das gesamte ehemalige Verbreitungsgebiet keine Individuennachweise erbrachten. Die Erhebungen sollten sich über einen Zeitrahmen erstrecken, die dem Lebenszyklus und Lebensformtyp des Taxons angemessen ist. |
|        | in der Natur ausgestorben (engl. extinct in the wild) | Es gibt lediglich Individuen in Kultur, in Gefangenschaft oder in eingebürgerten Populationen außerhalb des natürlichen Verbreitungsgebietes. |
| 0RE    | regional ausgestorben (engl. regionally extinct)      | Ein Taxon gilt als regional ausgestorben, wenn kein begründeter Zweifel besteht, dass das letzte fortpflanzungsfähige Individuum in Österreich tot oder verschwunden ist, oder, im Falle einer früheren Gastart, Individuen das österreichische Gebiet nicht mehr aufsuchen. |
|        | vom Aussterben bedroht (engl. critically endangered)  | 50 % Aussterbenswahrscheinlichkeit in 10 Jahren oder 3 Generationen (maximal 100 Jahre). |
|        | stark gefährdet (engl. endangered)                    | 20 % Aussterbenswahrscheinlichkeit in 20 Jahren oder 5 Generationen (maximal 100 Jahre). |
|        | gefährdet (engl. vulnerable)                          | 10 % Aussterbenswahrscheinlichkeit in 100 Jahren. |
|        | potenziell gefährdet (engl. near threatened)          | Weniger als 10 % Aussterbenswahrscheinlichkeit in 100 Jahren, aber negative Bestandsentwicklung und hohe Aussterbensgefahr in Teilen des Gebietes. |
|        | nicht gefährdet (engl. least concern)                 | Weniger als 10 % Aussterbenswahrscheinlichkeit in 100 Jahren, weitere Attribute wie unter NT treffen nicht zu. |
|        | ungenügende Datengrundlage (engl. data deficient)     | Die vorliegenden Daten lassen keine Einstufung in die einzelnen Kategorien zu. |
|        | nicht beurteilt (engl. not evaluated)                 | Die Art wurde nicht eingestuft. |

10,3 % (15 Arten) sind in der Kategorie CR (Critically Endangered), 13,7 % (20 Arten) in der Kategorie EN (Endangered) und 19,2 % (28 Arten) in der Kategorie VU (Vulnerable) eingestuft. Auf der Vorwarnliste (Kategorie NT, Near Threatened) stehen 41 Arten (28,1 %), bei sechs Arten (4,1 %) ist die Datenlage unzureichend (Kategorie DD, Data Deficient), 12 Arten (8,2 %) wurden nicht eingestuft (Kategorie NE, Not Evaluated), 24 Arten (16,4 %) sind als ungefährdet anzusehen (Kategorie LC, Least Concern).
Die folgende Tabelle zeigt für jede Ameisen-Art Österreichs, sofern vorhanden, je ein Bild in freier Natur und je ein Bild mit möglichst weißem Hintergrund. Zusätzlich werden die deutschen Namen, die wissenschaftlichen Namen, die Erstbeschreiber (Autoren), die Wikidata-Links (die farbigen Balken) und die Gefährdungsstatus der IUCN bzw. des österreichischen Umweltbundesamts angegeben.

## Familie: Ameisen – Formicidae
| in der Tabelle vorkommende Unterfamilien                         |
| ---------------------------------------------------------------- |
| Unterfamilie: Knotenameisen (Myrmicinae)                         |
| Unterfamilie: Drüsenameisen (Dolichoderinae)                     |
| Unterfamilie: Schuppenameisen (Formicinae)                       |
| Unterfamilie: Urameisen, Stechameisen, Wespenameisen (Ponerinae) |

| Bild                                                             | deutscher Name                                                                            | wissenschaftlicher Name, Autor und Wikidata-Link                      | Spezimen                                          | IUCN-RL | RL-Status |
| ---------------------------------------------------------------- | ----------------------------------------------------------------------------------------- | --------------------------------------------------------------------- | ------------------------------------------------- | ------- | --------- |
| Unterfamilie: Knotenameisen (Myrmicinae)                         |                                                                                           |                                                                       |                                                   |         |           |
| weitere Bilder                                                   |                                                                                           | Aphaenogaster subterranea (Latreille, 1798)                           | Aphaenogaster subterranea – Specimen              |         | NT        |
|                                                                  |                                                                                           | Cardiocondyla dalmatica Soudek, 1925                                  |                                                   |         | DD        |
| weitere Bilder                                                   |                                                                                           | Crematogaster scutellaris (Olivier, 1792)                             | Crematogaster scutellaris – Specimen              |         | NE        |
| weitere Bilder                                                   |                                                                                           | Formicoxenus nitidulus (Nylander, 1846)                               | Formicoxenus nitidulus – Specimen                 | [ 2 ]   | VU        |
| weitere Bilder                                                   |                                                                                           | Harpagoxenus sublaevis (Nylander, 1849)                               | Harpagoxenus sublaevis – Specimen                 | [ 3 ]   | VU        |
| weitere Bilder                                                   |                                                                                           | Leptothorax acervorum (Fabricius, 1793)                               | Leptothorax acervorum – Specimen                  |         | NT        |
| weitere Bilder                                                   |                                                                                           | Leptothorax goesswaldi Kutter, 1967                                   | Leptothorax goesswaldi – Specimen                 |         | EN        |
| weitere Bilder                                                   |                                                                                           | Leptothorax gredleri Mayr, 1855                                       | Leptothorax gredleri – Specimen                   |         | VU        |
| weitere Bilder                                                   |                                                                                           | Leptothorax kutteri Buschinger, 1966                                  | Leptothorax kutteri – Specimen                    |         | EN        |
| weitere Bilder                                                   |                                                                                           | Leptothorax muscorum (Nylander, 1846)                                 | Leptothorax muscorum – Specimen                   |         | NT        |
| weitere Bilder                                                   |                                                                                           | Leptothorax pacis (Kutter, 1945)                                      | Leptothorax pacis – Specimen                      |         | EN        |
| weitere Bilder                                                   | Große Knotenameise                                                                        | Manica rubida (Latreille, 1802)                                       | Manica rubida – Specimen                          |         | NT        |
| weitere Bilder                                                   |                                                                                           | Messor structor (Latreille, 1798)                                     | Messor structor – Specimen                        |         | EN        |
| weitere Bilder                                                   |                                                                                           | Monomorium floricola (Jerdon, 1851)                                   | Monomorium floricola – Specimen                   |         | NE        |
|                                                                  |                                                                                           | Monomorium monomorium Bolton, 1987                                    |                                                   |         | NE        |
| weitere Bilder                                                   | Pharaoameise                                                                              | Monomorium pharaonis (Linnaeus, 1758)                                 | Monomorium pharaonis – Specimen                   |         | NE        |
| weitere Bilder                                                   |                                                                                           | Myrmecina graminicola (Latreille, 1802)                               | Myrmecina graminicola – Specimen                  |         | LC        |
| weitere Bilder                                                   |                                                                                           | Myrmica constricta Karavaiev, 1934                                    | Myrmica constricta – Specimen                     |         | VU        |
|                                                                  |                                                                                           | Myrmica curvithorax Bondroit, 1920                                    |                                                   |         | VU        |
|                                                                  |                                                                                           | Myrmica deplanata Emery, 1921                                         |                                                   |         | CR        |
| weitere Bilder                                                   |                                                                                           | Myrmica gallienii Bondroit, 1920                                      | Myrmica gallienii – Specimen                      |         | VU        |
| weitere Bilder                                                   |                                                                                           | Myrmica hirsuta Elmes, 1978                                           | Myrmica hirsuta – Specimen                        | [ 4 ]   | EN        |
| weitere Bilder                                                   |                                                                                           | Myrmica karavajevi, Syn.: Symbiomyrma karavajevi Arnoldi, 1930        | Myrmica karavajevi – Specimen                     |         | EN        |
| weitere Bilder                                                   |                                                                                           | Myrmica lobicornis Nylander, 1846                                     | Myrmica lobicornis – Specimen                     |         | NT        |
| weitere Bilder                                                   |                                                                                           | Myrmica lobulicornis Nylander, 1857                                   |                                                   |         | NT        |
| weitere Bilder                                                   |                                                                                           | Myrmica lonae Finzi, 1926                                             | Myrmica lonae – Specimen                          |         | NT        |
|                                                                  |                                                                                           | Myrmica microrubra Seifert, 1993                                      |                                                   |         | NT        |
| weitere Bilder                                                   | Rote Gartenameise, Rotgelbe Knotenameise                                                  | Myrmica rubra (Linnaeus, 1758)                                        | Myrmica rubra – Specimen                          |         | LC        |
| weitere Bilder                                                   | Waldknotenameise                                                                          | Myrmica ruginodis Nylander, 1846                                      | Myrmica ruginodis – Specimen                      |         | LC        |
| weitere Bilder                                                   | Gerunzelte Knotenameise                                                                   | Myrmica rugulosa Nylander, 1849                                       | Myrmica rugulosa – Specimen                       |         | NT        |
| weitere Bilder                                                   | Säbeldornige Knotenameise                                                                 | Myrmica sabuleti Meinert, 1861                                        | Myrmica sabuleti – Specimen                       |         | NT        |
| weitere Bilder                                                   | Trockenrasen-Knotenameise                                                                 | Myrmica scabrinodis Nylander, 1846                                    | Myrmica scabrinodis – Specimen                    |         | NT        |
| weitere Bilder                                                   |                                                                                           | Myrmica schencki Viereck, 1903                                        | Myrmica schencki – Specimen                       |         | NT        |
| weitere Bilder                                                   |                                                                                           | Myrmica specioides Bondroit, 1918                                     | Myrmica specioides – Specimen                     |         | NT        |
| weitere Bilder                                                   |                                                                                           | Myrmica sulcinodis Nylander, 1846                                     | Myrmica sulcinodis – Specimen                     |         | NT        |
| weitere Bilder                                                   |                                                                                           | Myrmica vandeli Bondroit, 1920                                        | Myrmica vandeli – Specimen                        |         | EN        |
|                                                                  |                                                                                           | Myrmoxenus stumperi (Kutter, 1950)                                    |                                                   |         | CR        |
| weitere Bilder                                                   |                                                                                           | Pheidole cf. pallidula (Nylander, 1849)                               | Pheidole cf. pallidula – Specimen                 |         | NE        |
| weitere Bilder                                                   | Gelbe Diebsameise, Diebische Zwergameise                                                  | Solenopsis fugax (Latreille, 1798)                                    | Solenopsis fugax – Specimen                       |         | NT        |
| weitere Bilder                                                   |                                                                                           | Stenamma debile (Foerster, 1850)                                      | Stenamma debile – Specimen                        |         | LC        |
| weitere Bilder                                                   |                                                                                           | Strongylognathus testaceus (Schenck, 1852)                            | Strongylognathus testaceus – Specimen             |         | VU        |
|                                                                  |                                                                                           | Strumigenys argiola (Emery, 1869)                                     |                                                   |         | DD        |
| weitere Bilder                                                   |                                                                                           | Temnothorax affinis (Mayr, 1855)                                      | Temnothorax affinis – Specimen                    |         | LC        |
| weitere Bilder                                                   |                                                                                           | Temnothorax albipennis (Curtis, 1854)                                 | Temnothorax albipennis – Specimen                 |         | EN        |
|                                                                  |                                                                                           | Temnothorax clypeatus (Mayr, 1853)                                    |                                                   |         | VU        |
|                                                                  |                                                                                           | Temnothorax corticalis (Schenck, 1852)                                |                                                   |         | NT        |
| weitere Bilder                                                   |                                                                                           | Temnothorax crassispinus (Karavaiev, 1926)                            | Temnothorax crassispinus – Specimen               |         | LC        |
| weitere Bilder                                                   |                                                                                           | Temnothorax interruptus (Schenck, 1852)                               | Temnothorax interruptus – Specimen                |         | VU        |
|                                                                  |                                                                                           | Temnothorax jailensis (Arnoldi, 1977)                                 |                                                   |         | DD        |
|                                                                  |                                                                                           | Temnothorax lichtensteini (Bondroit, 1918)                            |                                                   |         | EN        |
| weitere Bilder                                                   |                                                                                           | Temnothorax nigriceps (Mayr, 1855)                                    | Temnothorax nigriceps – Specimen                  |         | NT        |
| weitere Bilder                                                   |                                                                                           | Temnothorax nylanderi (Foerster, 1850)                                | Temnothorax nylanderi – Specimen                  |         | LC        |
| weitere Bilder                                                   |                                                                                           | Temnothorax parvulus (Schenck, 1852)                                  | Temnothorax parvulus – Specimen                   |         | VU        |
| weitere Bilder                                                   |                                                                                           | Temnothorax ravouxi, Syn.: Myrmoxenus ravouxi (André, 1896)           | Temnothorax ravouxi – Specimen                    |         | VU        |
|                                                                  |                                                                                           | Temnothorax saxonicus (Seifert, 1995)                                 |                                                   |         | VU        |
|                                                                  |                                                                                           | Temnothorax sordidulus (Müller, 1923)                                 |                                                   |         | NT        |
| weitere Bilder                                                   |                                                                                           | Temnothorax tuberum (Fabricius, 1775)                                 | Temnothorax tuberum – Specimen                    |         | NT        |
| weitere Bilder                                                   |                                                                                           | Temnothorax turcicus (Santschi, 1934)                                 | Temnothorax turcicus – Specimen                   |         | EN        |
| weitere Bilder                                                   | Einbindige Schmalbrustameise                                                              | Temnothorax unifasciatus (Latreille, 1798)                            | Temnothorax unifasciatus – Specimen               |         | NT        |
|                                                                  |                                                                                           | Tetramorium alpestre Steiner, Schlick-Steiner} & Seifert, 2010        |                                                   |         | NT        |
| weitere Bilder                                                   |                                                                                           | Tetramorium atratulum, Syn.: Anergates atratulus (Schenck, 1852)      | Tetramorium atratulum – Specimen                  | [ 5 ]   | EN        |
| weitere Bilder                                                   |                                                                                           | Tetramorium bicarinatum (Nylander, 1846)                              | Tetramorium bicarinatum – Specimen                |         | NE        |
| weitere Bilder                                                   | Gemeine Rasenameise                                                                       | Tetramorium caespitum (Linnaeus, 1758)                                | Tetramorium caespitum – Specimen                  |         | NT        |
|                                                                  |                                                                                           | Tetramorium ferox Ruzsky, 1903                                        |                                                   |         | EN        |
|                                                                  |                                                                                           | Tetramorium hungaricum Röszler, 1935                                  |                                                   |         | EN        |
| weitere Bilder                                                   |                                                                                           | Tetramorium immigrans Santschi, 1927                                  | Tetramorium immigrans – Specimen                  |         | LC        |
| weitere Bilder                                                   |                                                                                           | Tetramorium impurum (Foerster, 1850)                                  | Tetramorium impurum – Specimen                    |         | NT        |
| weitere Bilder                                                   |                                                                                           | Tetramorium insolens (Smith, 1861)                                    | Tetramorium insolens – Specimen                   |         | NE        |
|                                                                  |                                                                                           | Tetramorium moravicum Kratochvíl, 1941                                |                                                   |         | EN        |
|                                                                  |                                                                                           | Tetramorium staerckei Kratochvíl, 1944                                |                                                   |         | VU        |
| Unterfamilie: Drüsenameisen (Dolichoderinae)                     |                                                                                           |                                                                       |                                                   |         |           |
|                                                                  |                                                                                           | Bothriomyrmex communistus Santschi, 1919                              |                                                   |         | CR        |
|                                                                  |                                                                                           | Bothriomyrmex corsicus Santschi, 1923                                 |                                                   |         | CR        |
| weitere Bilder                                                   |                                                                                           | Dolichoderus quadripunctatus (Linnaeus, 1771)                         | Dolichoderus quadripunctatus – Specimen           |         | NT        |
| weitere Bilder                                                   | Argentinische Ameise                                                                      | Linepithema humile (Mayr, 1868)                                       | Linepithema humile – Specimen                     | [ 6 ]   | NE        |
| weitere Bilder                                                   |                                                                                           | Linepithema leucomelas (Emery, 1894)                                  | Linepithema leucomelas – Specimen                 | [ 7 ]   | NE        |
| weitere Bilder                                                   |                                                                                           | Liometopum microcephalum (Panzer, 1798)                               | Liometopum microcephalum – Specimen               |         | EN        |
| weitere Bilder                                                   |                                                                                           | Tapinoma erraticum (Latreille, 1798)                                  | Tapinoma erraticum – Specimen                     |         | NT        |
| weitere Bilder                                                   |                                                                                           | Tapinoma melanocephalum (Fabricius, 1793)                             | Tapinoma melanocephalum – Specimen                |         | NE        |
| weitere Bilder                                                   |                                                                                           | Tapinoma subboreale Seifert, 2012                                     | Tapinoma subboreale – Specimen                    |         | NT        |
| weitere Bilder                                                   |                                                                                           | Technomyrmex vitiensis Mann, 1921                                     | Technomyrmex vitiensis – Specimen                 |         | NE        |
| Unterfamilie: Schuppenameisen (Formicinae)                       |                                                                                           |                                                                       |                                                   |         |           |
| weitere Bilder                                                   |                                                                                           | Camponotus aethiops (Latreille, 1798)                                 |                                                   |         | VU        |
|                                                                  |                                                                                           | Camponotus atricolor (Nylander, 1849)                                 |                                                   |         | CR        |
| weitere Bilder                                                   | Kerblippige Rossameise                                                                    | Camponotus fallax (Nylander, 1856)                                    | Camponotus fallax – Specimen                      |         | NT        |
| weitere Bilder                                                   | Schwarze Rossameise                                                                       | Camponotus herculeanus (Linnaeus, 1758)                               | Camponotus herculeanus – Specimen                 |         | NT        |
| weitere Bilder                                                   | Hohlrückige Holzameise                                                                    | Camponotus lateralis (Olivier, 1792)                                  | Camponotus lateralis – Specimen                   |         | DD        |
| weitere Bilder                                                   | Braunschwarze Rossameise                                                                  | Camponotus ligniperda, Syn.: Camponotus ligniperdus (Latreille, 1802) | Camponotus ligniperda – Specimen                  |         | LC        |
| weitere Bilder                                                   |                                                                                           | Camponotus piceus (Leach, 1825)                                       | Camponotus piceus – Specimen                      |         | EN        |
| weitere Bilder                                                   | Haarige Holzameise                                                                        | Camponotus vagus (Scopoli, 1763)                                      | Camponotus vagus – Specimen                       |         | NT        |
| weitere Bilder                                                   | Stöpselkopfameise                                                                         | Colobopsis truncata, Syn.: Camponotus truncatus (Spinola, 1808)       | Colobopsis truncata – Specimen                    |         | NT        |
| weitere Bilder                                                   | Schwachbeborstete Gebirgswaldameise                                                       | Formica aquilonia Yarrow, 1955                                        | Formica aquilonia – Specimen                      | [ 8 ]   | LC        |
|                                                                  |                                                                                           | Formica bruni Kutter, 1967                                            |                                                   |         | CR        |
| weitere Bilder                                                   | Aschgraue Sklavenameise                                                                   | Formica cinerea Mayr, 1853                                            | Formica cinerea – Specimen                        |         | VU        |
|                                                                  |                                                                                           | Formica clara Forel, 1886                                             |                                                   |         | VU        |
| weitere Bilder                                                   | Rotrückige Sklavenameise                                                                  | Formica cunicularia Latreille, 1798                                   | Formica cunicularia – Specimen                    |         | NT        |
| weitere Bilder                                                   | Große Kerbameise                                                                          | Formica exsecta Nylander, 1846                                        | Formica exsecta – Specimen                        |         | NT        |
| weitere Bilder                                                   | Forels Kerbameise                                                                         | Formica foreli Bondroit, 1918                                         | Formica foreli – Specimen                         |         | CR        |
| weitere Bilder                                                   | Grauschwarze Sklavenameise                                                                | Formica fusca Linnaeus, 1758                                          | Formica fusca – Specimen                          |         | LC        |
|                                                                  |                                                                                           | Formica fuscocinerea Forel, 1874                                      |                                                   |         | LC        |
| weitere Bilder                                                   |                                                                                           | Formica gagates Latreille, 1798                                       | Formica gagates – Specimen                        |         | VU        |
| weitere Bilder                                                   |                                                                                           | Formica lemani Bondroit, 1917                                         | Formica lemani – Specimen                         |         | LC        |
| weitere Bilder                                                   | Starkbeborstete Gebirgswaldameise                                                         | Formica lugubris Zetterstedt, 1838                                    | Formica lugubris – Specimen                       | [ 9 ]   | LC        |
| weitere Bilder                                                   | Schweizer Gebirgswaldameise                                                               | Formica paralugubris Seifert, 1996                                    | Formica paralugubris – Specimen                   |         | NT        |
| weitere Bilder                                                   |                                                                                           | Formica picea Nylander, 1846                                          | Formica picea – Specimen                          |         | VU        |
| weitere Bilder                                                   | Kahlrückige Waldameise, Kleine Rote Waldameise                                            | Formica polyctena Foerster, 1850                                      | Formica polyctena – Specimen                      | [ 10 ]  | LC        |
| weitere Bilder                                                   | Große Wiesenameise                                                                        | Formica pratensis Retzius, 1783                                       | Formica pratensis – Specimen                      | [ 11 ]  | NT        |
| weitere Bilder                                                   | Furchenlippige Kerbameise                                                                 | Formica pressilabris Nylander, 1846                                   | Formica pressilabris – Specimen                   |         | EN        |
| weitere Bilder                                                   | Rote Waldameise                                                                           | Formica rufa Linnaeus, 1761                                           | Formica rufa – Specimen                           | [ 12 ]  | LC        |
| weitere Bilder                                                   | Rotbärtige Sklavenameise                                                                  | Formica rufibarbis Fabricius, 1793                                    | Formica rufibarbis – Specimen                     |         | NT        |
| weitere Bilder                                                   | Blutrote Raubameise                                                                       | Formica sanguinea Latreille, 1798                                     | Formica sanguinea – Specimen                      |         | NT        |
| weitere Bilder                                                   | Pelzige Sklavenameise                                                                     | Formica selysi Bondroit, 1918                                         |                                                   |         | VU        |
|                                                                  |                                                                                           | Formica suecica Adlerz, 1902                                          |                                                   |         | EN        |
| weitere Bilder                                                   | Strunkameise                                                                              | Formica truncorum Fabricius, 1804                                     | Formica truncorum – Specimen                      |         | NT        |
| weitere Bilder                                                   | Fremde Wegameise                                                                          | Lasius alienus (Foerster, 1850)                                       | Lasius alienus – Specimen                         |         | NT        |
|                                                                  |                                                                                           | Lasius austriacus Schlick-Steiner, Steiner, Schödl & Seifert, 2003    |                                                   |         | CR        |
|                                                                  |                                                                                           | Lasius balcanicus Seifert, 1988                                       |                                                   |         | CR        |
|                                                                  |                                                                                           | Lasius bicornis (Foerster, 1850)                                      |                                                   |         | VU        |
| weitere Bilder                                                   |                                                                                           | Lasius bombycina Seifert & Galkowski, 2016                            | Lasius bombycina – Specimen, Bild 20 rechts unten |         | CR        |
| weitere Bilder                                                   | Braune Wegameise                                                                          | Lasius brunneus (Latreille, 1798)                                     | Lasius brunneus – Specimen                        |         | LC        |
| weitere Bilder                                                   |                                                                                           | Lasius citrinus Emery, 1922                                           | Lasius citrinus – Specimen                        |         | CR        |
| weitere Bilder                                                   |                                                                                           | Lasius distinguendus (Emery, 1916)                                    | Lasius distinguendus – Specimen                   |         | VU        |
| weitere Bilder                                                   | Zweifarbige Wegameise                                                                     | Lasius emarginatus (Olivier, 1792)                                    | Lasius emarginatus – Specimen                     |         | LC        |
| weitere Bilder                                                   | Gelbe Wiesenameise, Gelbe Wegameise, Bernsteingelbe Ameise                                | Lasius flavus (Fabricius, 1782)                                       | Lasius flavus – Specimen                          |         | NT        |
| weitere Bilder                                                   | Glänzendschwarze Holzameise, Kartonameise                                                 | Lasius fuliginosus (Latreille, 1798)                                  | Lasius fuliginosus – Specimen                     |         | LC        |
| weitere Bilder                                                   |                                                                                           | Lasius illyricus Zimmermann, 1935                                     | Lasius illyricus – Specimen, Bild 17 Mitte links  |         | DD        |
| weitere Bilder                                                   |                                                                                           | Lasius jensi Seifert, 1982                                            | Lasius jensi – Specimen                           |         | EN        |
| weitere Bilder                                                   |                                                                                           | Lasius meridionalis (Bondroit, 1920)                                  | Lasius meridionalis – Specimen                    |         | VU        |
| weitere Bilder                                                   |                                                                                           | Lasius mixtus (Nylander, 1846)                                        | Lasius mixtus – Specimen                          |         | LC        |
| weitere Bilder                                                   |                                                                                           | Lasius myops Forel, 1894                                              | Lasius myops – Specimen, Bild 15 links oben       |         | CR        |
| weitere Bilder                                                   | Schwarze Wegameise, Mattschwarze Wegameise, Schwarze Gartenameise, Schwarzgraue Wegameise | Lasius niger (Linnaeus, 1758)                                         | Lasius niger – Specimen                           |         | LC        |
| weitere Bilder                                                   |                                                                                           | Lasius nitidigaster Seifert, 1996                                     | Lasius nitidigaster – Specimen                    |         | CR        |
| weitere Bilder                                                   |                                                                                           | Lasius paralienus Seifert, 1992                                       | Lasius paralienus – Specimen                      |         | NT        |
| weitere Bilder                                                   |                                                                                           | Lasius platythorax Seifert, 1991                                      | Lasius platythorax – Specimen                     |         | LC        |
| weitere Bilder                                                   |                                                                                           | Lasius psammophilus Seifert, 1992                                     | Lasius psammophilus – Specimen                    |         | VU        |
|                                                                  |                                                                                           | Lasius reginae Faber, 1967                                            |                                                   | [ 13 ]  | EN        |
| weitere Bilder                                                   |                                                                                           | Lasius sabularum (Bondroit, 1918)                                     | Lasius sabularum – Specimen                       |         | NT        |
| weitere Bilder                                                   | Gelbe Schattenameise                                                                      | Lasius umbratus (Nylander, 1846)                                      | Lasius umbratus – Specimen                        |         | LC        |
|                                                                  |                                                                                           | Plagiolepis ampeloni (Faber, 1969)                                    |                                                   | [ 14 ]  | CR        |
| weitere Bilder                                                   |                                                                                           | Plagiolepis pygmaea (Latreille, 1798)                                 | Plagiolepis pygmaea – Specimen                    |         | VU        |
|                                                                  |                                                                                           | Plagiolepis taurica Santschi, 1920                                    |                                                   |         | VU        |
|                                                                  |                                                                                           | Plagiolepis xene Stärcke, 1936                                        |                                                   |         | CR        |
| weitere Bilder                                                   | Amazonenameise                                                                            | Polyergus rufescens (Latreille, 1798)                                 | Polyergus rufescens – Specimen                    |         | VU        |
|                                                                  |                                                                                           | Prenolepis nitens (Mayr, 1853)                                        |                                                   |         | VU        |
| Unterfamilie: Urameisen, Stechameisen, Wespenameisen (Ponerinae) |                                                                                           |                                                                       |                                                   |         |           |
| weitere Bilder                                                   |                                                                                           | Hypoponera punctatissima (Roger, 1859)                                | Hypoponera punctatissima – Specimen               |         | NE        |
| weitere Bilder                                                   | Schmale Urameise                                                                          | Ponera coarctata (Latreille, 1802)                                    | Ponera coarctata – Specimen                       |         | LC        |
| weitere Bilder                                                   | Braune Urameise                                                                           | Ponera testacea Emery, 1895                                           | Ponera testacea – Specimen                        |         | VU        |
|                                                                  |                                                                                           | Proceratium melinum (Roger, 1860)                                     |                                                   |         | DD        |